# Herb gminy Widuchowa
Herb gminy Widuchowa – jeden z symboli gminy Widuchowa.

## Wygląd i symbolika
Herb przedstawia na tarczy w polu złotym trzy czerwone ceglane wieże, z których środkowa jest najwyższa, osadzone na wspólnym postumencie przypominającym most, a pod nimi białego łabędzia płynącego po błękitnych falach.